# Zambia az 1968. évi nyári olimpiai játékokon
Zambia a mexikói Mexikóvárosban megrendezett 1968. évi nyári olimpiai játékok egyik részt vevő nemzete volt. Az országot az olimpián 2 sportágban 7 sportoló képviselte, akik érmet nem szereztek.

## Atlétika
Férfi
| Versenyző       | Versenyszám | Döntő   | Döntő    |
| Versenyző       | Versenyszám | Idő     | Helyezés |
| --------------- | ----------- | ------- | -------- |
| Godwin Kalimbwe | Maraton     | 2:45:26 | 40.      |
| Enoch Muemba    | Maraton     | 3:06:16 | 56.      |
| Douglas Zinkala | Maraton     | 2:42:51 | 35.      |

## Ökölvívás
| Versenyző      | Versenyszám | Selejtező                | 32-es főtábla            | Nyolcaddöntő                | Negyeddöntő       | Elődöntő          | Döntő             | Helyezés |
| Versenyző      | Versenyszám | Ellenfél Eredmény        | Ellenfél Eredmény        | Ellenfél Eredmény           | Ellenfél Eredmény | Ellenfél Eredmény | Ellenfél Eredmény | Helyezés |
| -------------- | ----------- | ------------------------ | ------------------------ | --------------------------- | ----------------- | ----------------- | ----------------- | -------- |
| David Nata     | Papírsúly   |                          | Tahar Aziz (MAR) · 1-4   | kiesett                     | kiesett           | kiesett           | kiesett           | 17.      |
| Kenny Mwansa   | Légsúly     |                          | Rodolfo Diaz (PHI) · 4-1 | Nikolay Novikov (URS) · 1-4 | kiesett           | kiesett           | kiesett           | 9.       |
| Godfrey Mwamba | Harmatsúly  | Nikola Savov (BUL) · RSC | kiesett                  | kiesett                     | kiesett           | kiesett           | kiesett           | 33.      |
| Julius Luipa   | Váltósúly   | Rabah Labiod (ALG) · 4-1 | erőnyerő                 | Joseph Bessala (CMR) · RSC  | kiesett           | kiesett           | kiesett           | 9.       |